# Ламбеск
Ламбе́ск (фр. Lambesc) — город и коммуна на юго-востоке Франции в регионе Прованс — Альпы — Лазурный Берег, департамент Буш-дю-Рон, округ Экс-ан-Прованс, кантон Пелиссан.

## Географическое положение
Город расположен в 20 километрах на северо-запад от города Экс-ан-Прованс. Население 8 445 человек (2007 год).
Площадь коммуны — 65,34 км², численность населения — 9261 человек (2012), плотность населения — 141,7 чел/км².

## История
Основан до нашей эры греками из Марселя. В 124 году вошёл в состав Римской империи вместе со всем Провансом. В Средние века в Ламбеске построен замок и укрепления.
11 июня 1909 года в городе произошло землетрясение силой 6,2 балла по шкале Рихтера, которое стало сильнейшим в истории на территории Франции. Множество домов было разрушено, погибло 46 человек.

## Достопримечательности
Основными достопримечательностями города являются церковь Успения Богородицы, романская капелла Святой Анны XI века, музей искусства и археологии.
В Ламбеске расположен ряд факультетов Университета Прованса.